# Anopyxis
Anopyxis es un género de árboles tropicales monotípico perteneciente a la familia Rhizophoraceae.  Su única especie: Anopyxis klaineana (Pierre) Pierre ex Engl., es originaria de África.

## Descripción
Es un árbol dominante que alcanza un tamaño de 50 m de altura, el tronco es recto, cilíndrico de 3 m de circunferencia, liso 30 m antes de la ramificación. Se encuentra en los bosques de hoja perenne y caduca, desde Sierra Leona hasta Nigeria, y en Zaire.

## Distribución
Se distribuye por Camerún, la República Democrática del Congo, Costa de Marfil, Etiopía, Ghana, Liberia, Nigeria, Sierra Leona y Sudán.

## Usos
Industriales
La madera es de color amarillento y se usa como material de construcción  y  aplicaciones relacionadas con la carpintería.
Se aprovechan los productos exudados de gomas, resinas, etc, y como combustible e iluminación.
Medicinales
Se usa como planta medicinal para los riñones,  problemas pulmonares, estomacales y enfermedades venéreas. Son diuréticos y analgésicos.
La corteza y las hojas se usan para la infección parasitaria subcutánea.
Fitoquímica
Contiene taninos, astringentes

## Taxonomía
Anopyxis klaineana fue descrita por (Pierre) Pierre ex Engl. y publicado en Die Natürlichen Pflanzenfamilien 2: 49, en el año 1900.
- Anopyxis ealaensis (De Wild.) Sprague
- Anopyxis occidentalis (A.Chev.) A.Chev.
- Macarisia klaineana Pierre	basónimo
- Pynaertia ealaensis De Wild.
- Pynaertia occidentalis A.Chev.[4]